# Alessandro Bichi
Alessandro Bichi (Siena, 30 september 1596 – Rome, 25 mei 1657) was bisschop van Isola (1628-1630) en bisschop van Carpentras (1630-1657). Tevens was hij titulair abt, pauselijk diplomaat en kardinaal (1637-1657).

## Levensloop

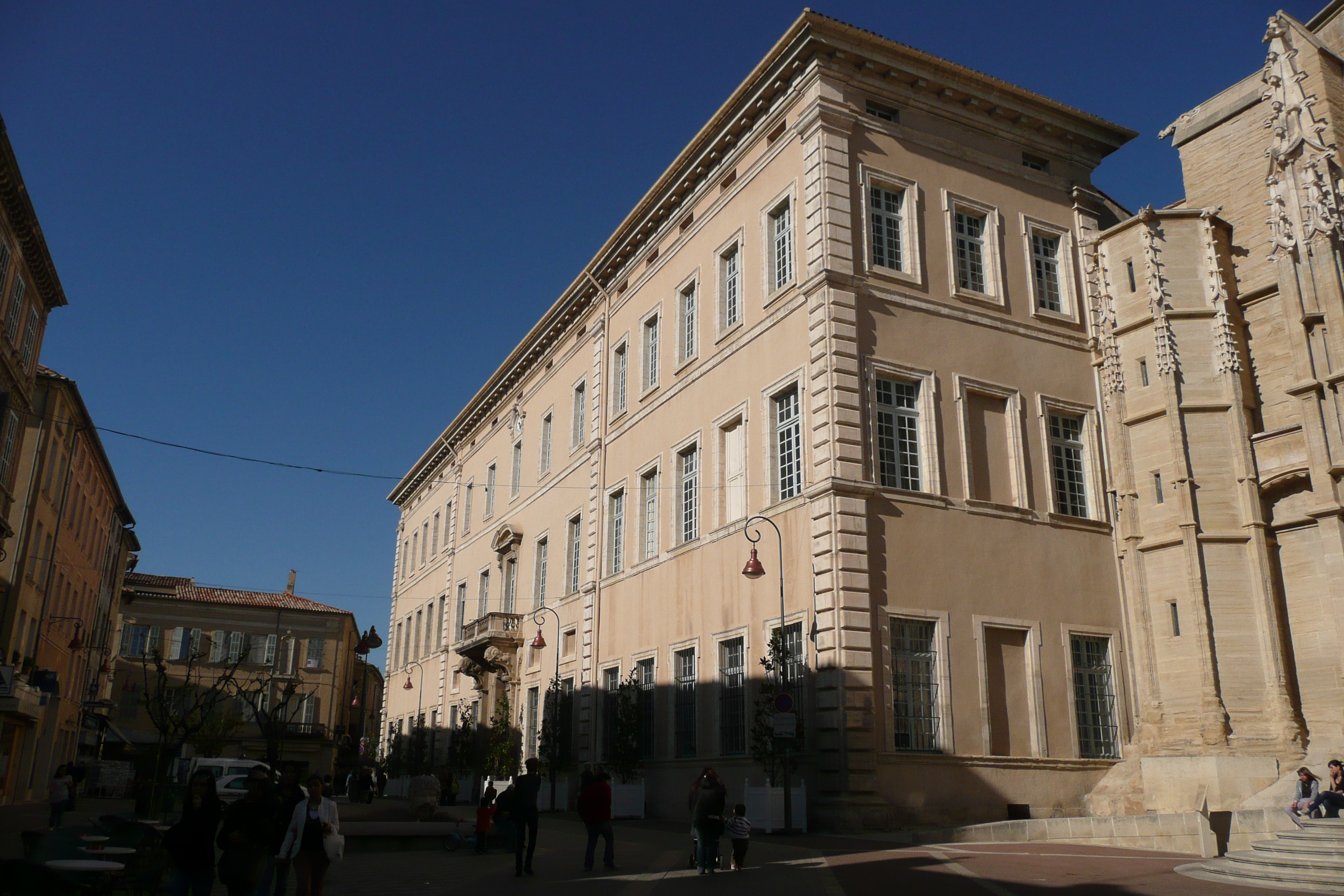
Bichi liet het bisschoppelijk paleis van Carpentras bouwen. Nadien werd dit het paleis van justitie van Carpentras

Bichi studeerde voor kerkjurist aan de universiteit van Siena, zijn geboortestad. Hij kreeg van paus Urbanus VIII een benoeming tot referendaris aan de kerkelijke rechtbanken van Rome.
Van 1628 tot 1630 was hij bisschop van Isola di Capo Rizzuto in het koninkrijk Napels. In dezelfde periode was hij apostolisch diplomaat bij de koning van Napels. 
In 1630 verhuisde hij naar de pauselijke staat Comtat Venaissin, omdat hij er bisschop van Carpentras werd. Dit bleef hij voor de rest van zijn leven. Van 1630 tot 1634 verbleef bisschop Bichi hoofdzakelijk in Parijs. Bichi was apostolisch diplomaat bij het Franse hof, meer bepaald bij kardinaal Richelieu. Frankrijk was in oorlog, de Dertigjarige Oorlog. Bichi verbleef in Parijs in het paleis van de pauselijke nuntiatuur; de correspondentie met Francesco Barberini, staatssecretaris van de Pauselijke Staat is bewaard gebleven. Hierin beschreef Bichi hoe hij Lodewijk XIII van Frankrijk wou afhouden van toenadering tot de protestantse koning van Zweden. Bichi duwde Lodewijk XIII naar een alliantie met katholieke vorsten; doch de te beïnvloeden persoon was kardinaal Richelieu. In Parijs gaf hij aan Giulio Raimondo Mazarino de lagere wijdingen, en dit op vraag van kardinaal Richelieu. Mazarino zou later Richelieu opvolgen als kardinaal Jules Mazarin, eerste minister van Frankrijk. De diplomatieke maneuvers van Bichi vielen niet in goede aarde bij Richelieu. De paus probeerde zich te verlossen van Bichi omdat diens pogingen op niets uitdraaiden. Urbanus VIII beloonde hem met de kardinaalshoed: Bichi werd kardinaal-priester met als titelkerk in Rome de Santa Sabina (1633). 
In 1634 verliet Bichi Parijs omdat de paus zijn diplomatieke opdracht afbrak. Zijn opvolger Giorgio Bolognetti stond immers in de nuntiatuur; Bolognetti had een uitnodiging op zak voor Lodewijk XIII voor een vredesconferentie. Bichi keerde terug naar Carpentras. De bisschopstroon van Carpentras, hoofdstad van Comtat Venaissin, combineerde hij met het ambt van rector (gouverneur) van Comtat Venaissin. Carpentras was evenwel een bisdom met weinig inkomsten. Hij liet zijn voornaam verfransen tot Alexandre.
Bichi ontving voor bewezen diensten beloningen die hem inkomsten bezorgden. Hij haalde vooreerst zijn kardinaalshoed op bij de paus (1637). Hij werd ook in het koninkrijk Frankrijk titulair abt van enkele rijke abdijen, onder meer deze van de benedictijnen van Montmajour en van de benedictinessen van Sainte-Menehould. 
In Carpentras bouwde bisschop Bichi een monumentaal paleis. De bouwwerken begonnen in 1640. Hij koos voor het centrum van Carpentras, vlak naast de kathedraal. De stijl van het bisschoppelijk paleis was Italiaans. Het paleis had een pronkzaal en een vergaderzaal voor de Staten van Comtat Venaissin.
Tijdens een verblijf in Rome stierf kardinaal Bichi in 1657.
- Bibliothèque nationale de France: cb15010966g (data)
- Gemeinsame Normdatei: 101432488
- International Standard Name Identifier: 0000 0000 0320 2231
- SNAC: w6ks6qft
- Système universitaire de documentation: 174424477
- Virtual International Authority File: 29808682
- WorldCat: E39PBJx8GrVk6dfRYwwVJPCPcP